# Gaya (género)
Gaya es un género con 48 especies perteneciente a la familia  Malvaceae. Es originario de Centroamérica. 

## Descripción
Son hierbas o sufrútices puberulentos, a veces también pilosos. Hojas a veces dísticas, ovadas hasta oblongas, agudas, cordadas, crenadas hasta subenteras. Pedicelos solitarios en las axilas, las flores a veces péndulas; calículo ausente; cáliz redondeado en la base, sin nervios prominentes; pétalos amarillos. Frutos subglobosos o anchamente subcónicos, carpidios 8–30, dehiscentes; semillas 1 por carpidio, rodeadas por una endoglosa pectinada (proyección lingüiforme que abraza a la semilla dentro del carpidio).

## Taxonomía
El género fue descrito por Carl Sigismund Kunth y publicado en Nova Genera et Species Plantarum (quarto ed.)  5: 209 - 260, en el año 1821. 
La especie tipo es  Gaya hermannioides Kunth.

## Especies seleccionadas
- Gaya affinis
- Gaya allanii
- Gaya albiflora
- Gaya atiquipana
- Gaya aurea
- Gaya bordasii'
- Gaya calyptrata
- Gaya canescens
- Gaya cruziana
- Gaya dentata
- Gaya disticha
- Gaya domingensis
- Gaya mutisiana